# Anthaxia serena
Anthaxia serena es una especie de escarabajo del género Anthaxia, familia Buprestidae. Fue descrita científicamente por Daniel en 1903.

## Distribución
Habita en el Neártico, Neotrópico, región indomalaya, Paleártico y región afrotropical.